# Kloxo
Kloxo（曾用名Lxadmin）是一款自由开源的针对Red Hat、CentOS等Linux发行版的網頁寄存服務管理系统。
Kloxo向網頁寄存服務管理员提供了lighttpd或Apache与djbdns或BIND整合方案的管理功能，并提供了可以在这几个程序间进行无损切换的可视化界面。而Kloxo Enterprise（企业版）可以方便的将Web页面、邮件、DNS从Apache服务器迁移到lighttpd服务器。Kloxo还以cPanel網頁寄存服務管理系统的免费替代品著称。
Kloxo与Installapp集成。Installapp是一个适用于網頁寄存服務上的软件集合，包含约130个Web应用。Kloxo由Installatron提供支持。